# Abd er-Rahman ibn Mohammed ibn el-Achath
Abd er-Rahman ibn Mohammed ibn el-Achath (en arabe : عَبْدُ ٱلرَّحْمَن بِنْ مُحَمَّد بِنْ الْأَشْعَث, ʿabdu ʾal-Rraḥman bin Muḥammad bin ʾal-ʾAšʿaṯ ; mort en 704) était un général arabe. Parent d’el Hadjdj, principal lieutenant du calife Abd el-Malik, il entreprit en 699 la conquête de l’Afghanistan mais trahit son souverain pour s’allier aux Zunbils, roi de Kaboul et de Zabol. Après avoir refusé toute négociation, il fut finalement battu par les troupes du calife et, fait prisonnier, se suicida en se jetant du haut d’une tour.